# Містобудівний кадастр
Містобудівни́й када́стр — державна система зберігання та використання:
- геопросторових даних про територію, адміністративно-територіальні одиниці, екологічні, інженерно-геологічні умови,
- інформаційних ресурсів будівельних норм, державних стандартів і правил для:
  - задоволення інформаційних потреб у плануванні територій та будівництві,
  - формування галузевої складової державних геоінформаційних ресурсів.

У складі містобудівного кадастру створена Єдина державна електронна система у сфері будівництва.
Містобудівний кадастр створюється як розподілена геоінформаційна система та ведеться з урахуванням даних державного земельного кадастру
Запровадження кадастру передбачає створення динамічної бази даних про існуючу забудову з конкретизацією прив'язки об'єктів до певної території чи земельної ділянки. Кадастр буде базуватися на картографічній основі у системі координат УСК-2000. Також він матиме наповнення з інших кадастрів для визначення охоронних зон, меж земельних ділянок та координат об'єктів та міститиме базу нормативних показників забудови.
Містобудівний кадастр має
- давати відповідь на питання щодо розміщення об'єкту будівництва у планувальній системі адміністративної одиниці,
- визначати гранично допустимі умови і обмеження для кожної окремої земельної ділянки з урахуванням державних будівельних норм, стандартів і правил.

Кадастр стане найбільш наповненим та універсальним для застосування як органами державної виконавчої влади, так і замовником будівництва.

## Ведення кадастру
Містобудівний кадастр ведеться Службою містобудівного кадастру, яка діє у складі
- Міністерства регіонального розвитку, будівництва та житлово-комунального господарства,
- органу містобудування та архітектури Автономної Республіки Крим,
- структурних підрозділів з питань містобудування та архітектури обласних, Київської та Севастопольської міських, районних державних адміністрацій
- виконавчих органів місцевого самоврядування міст обласного (республіканського Автономної Республіки Крим) значення.

## Інформаційні ресурси кадастру
До системи містобудівного кадастру включаються такі інформаційні ресурси:
- цифрові масиви геопросторових даних містобудівної та проектної документації,
- матеріали завершеного будівництва,
- інформаційні ресурси будівельних норм, державних стандартів і правил;
- топографо-геодезичні та картографічні матеріали на відповідні одиниці обліку територіального об'єкта у вигляді наборів геопросторових даних;
- документація із землеустрою та за дані державного земельного кадастру;
- інформація про використання територій та об'єктів природно-заповідного фонду, формування, збереження і використання національної екологічної мережі,
- регіональні кадастри природних ресурсів, територіальне розповсюдження та умови використання природних ресурсів,
- екологічний стан та встановлені обмеження на охоронюваних природних територіях,
- дані з державних кадастрів родовищ та проявів корисних копалин
- інформація з Державного фонду родовищ корисних копалин України і Державного фонду надр;
- інформація про використання водних ресурсів, ведення державного обліку водокористування та державного водного кадастру, про діяльність з проектування, будівництва і реконструкції систем захисту від шкідливої дії вод, групових і локальних водопроводів, систем водопостачання та каналізації у сільській місцевості, гідротехнічних споруд і каналів, меліоративних систем та окремих об'єктів інженерної інфраструктури, водогосподарських об'єктів багатоцільового використання;
- інформація про облік лісів та державний лісовий кадастр, лісовпорядкування та мисливське впорядкування;
- інформація про надзвичайні ситуації природного та техногенного характеру, які спричинили зміну об'єктів місцевості;
- інформацію про діяльність в області будівництва та експлуатації транспортної інфраструктури (фактичної та на перспективу), про туристичні ресурси України, дані з Державного кадастру природних територій курортів України;
- дані обліку об'єктів культурної спадщини;
- дані з Державного кадастру природних лікувальних ресурсів;
- матеріали і дані щодо проведених проектних інженерно-геодезичних, інженерно-геологічних будівельних та інших вишукувальних робіт та інформацію про встановлені обмеження використання території в затверджених проектах;
- відомості щодо галузевої структури господарства територіального об'єкта, населення, наявності та споживання природних ресурсів тощо;
- дані щодо одиниць обліку територіальних об'єктів (транспорт, об'єкти капітального будівництва, зелені насадження та об'єкти благоустрою території, інженерні комунікації, території з потенційним впливом небезпечних природних і техногенних процесів тощо);
- дані галузевих кадастрових та інші інформаційних служб.

## Правова основа
- ЗАКОН УКРАЇНИ Про регулювання містобудівної діяльності, стаття 22.
- Постанова Кабінету Міністрів України від 25 травня 2011 року № 559 "Про містобудівний кадастр".
- Постанова Кабінету Міністрів України від 25 травня 2011 року № 556 "Про Порядок обміну інформацією між містобудівним та державним земельним кадастрами".

## Програмне забезпечення для створення та ведення містобудівного кадастру
- SOFTPRO:Містобудівний кадастр [Архівовано 8 грудня 2015 у Wayback Machine.]
- ESRI ArcGIS[en]
- ТОВ "МагнетікВан Муніципальні Технології"
- КБ "Панорама" Профессиональная ГИС Карта [Архівовано 3 вересня 2011 у Wayback Machine.]
- Интегро ГИС ИнГЕО [Архівовано 26 вересня 2011 у Wayback Machine.]
- Autodesk AutoCAD Map 3D [Архівовано 29 червня 2011 у Wayback Machine.]
- MapInfo Professional[недоступне посилання з липня 2019]
- ASTEC Smallworld GIS [Архівовано 20 лютого 2012 у Wayback Machine.]
- Quantum GIS [Архівовано 13 червня 2003 у Wayback Machine.]